# Cinara orientalis
Cinara orientalis är en insektsart som först beskrevs av Takahashi, R. 1925.  Cinara orientalis ingår i släktet Cinara och familjen långrörsbladlöss.

## Underarter
Arten delas in i följande underarter:
- C. o. orientalis
- C. o. lijiangensis